# Leon Leoni
Leon Leoni ist ein 1917 in ungarischer Sprache gedrehter Österreich-ungarischer Stummfilm mit Bela Lugosi in der Titelrolle.

## Handlung
Baron Leon Leoni führt ein Doppelleben: Hinter seiner Fassade als adeliger Gentleman aus besten Kreisen und mit allerbesten Manieren, der sich elegant in der Haute Volée von Paris und Brüssel bewegt, betreibt der aalglatte Bandit seine Gaunereien als Anführer einer Hochstaplerbande, genannt: die „Zehn“. In Paris führt er eine Liebschaft mit der kranken Fürstin Zagorolo, die er überdies regelmäßig erpresst. Als Leoni und einige seiner Kumpane beim Kartenfalschspiel auffliegen, verlangt der sie entlarvende Robert, dass Leoni augenblicklich Paris verlässt. Daraufhin schlägt der Ganoven-Baron fortan sein Hauptquartier in Brüssel auf. In der belgischen Hauptstadt sucht Leoni die Bekanntschaft mit dem Juwelier Dupont, dessen hübsche Tochter Juliette es ihm angetan hat. Juliette ist angesichts ihrer sehr vermögenden Eltern eine ausgesprochen lohnende Partie, und so schmiedet der adelige Schurke schon einen Plan, wie er am schnellsten in diese Familie einheiraten könne. 
Bald betrachten sie ihn wie ein Familienmitglied. Leoni entwirft anlässlich eines anstehenden Maskenballs ein wunderschönes Kleid für Juliette, das von dem väterlichen Juwelier mit ordentlich Diamantgeschmeide eingehüllt werden soll. Auf dem Ball hat Leoni das Pech, dass ihm dort ausgerechnet Robert aus Paris, der ihn einst als Falschspieler entlarvt hatte, über den Weg läuft. Dieser setzt Baron Leoni derart unter Druck, dass dieser sich genötigt sieht, nunmehr auch Brüssel zu verlassen. Doch nicht ohne seine Braut in spe mitsamt der juwelenbehangenen Abendrobe. Dies fällt Juliette nicht weiter schwer, ist sie doch bis über beide Ohren in Leoni verliebt. Ihre Liebe ist regelrecht zur Hörigkeit verkommen, und obwohl Juliette weiß, dass ihr Galan ein Ganove ist, der es nur auf die väterlichen Juwelen abgesehen hat, kann sie sich nicht mehr von ihm lösen.
Ortswechsel. Auf dem familieneigenen Schloss der Leonis werden wilde Gelage gefeiert. Loni spielt Karten und verliert ohne Ende. Schließlich hat er nur noch Juliette als Einsatz, die er zu allem Unglück an den Marquis Lorenzo verliert. In seiner Not begibt sich der schäbige Baron zur mittlerweile schwer kranken Fürstin Zagarolo, um sie erneut anzupumpen. Der Marquis wird mit seinem Kartenspielgewinn nicht sonderlich glücklich, da Juliette ihn energisch zurückweist. Die junge Frau kann sich noch immer nicht von Leoni lösen und reist dem geliebten Schuft nach. Derweil bearbeitet Leoni die Herzogin dahingehend, ihn als Universalerben einzusetzen. Juliette, die soeben eingetroffen ist, möchte Leoni jedoch auch nicht verlieren, und so kommt er auf die Idee, sie als seine Schwester vorzustellen, die sich in pflegender Weise in den letzten Wochen und Monaten um die sterbende Fürstin kümmern soll. Juliette muss nun zuschauen, wie ihr Geliebter die alte Dame nach allen Mitteln der Liebeskunst umgarnt. Um die Dinge zu beschleunigen, entschließt sich Leoni dazu, gemeinsam mit seinen Kumpanen die Hochadelige kurzerhand zu vergiften. 
Leoni glaubt sich nun im unendlichen Reichtum. Doch die Verwandtschaft ficht das Testament an und erhält Recht. Leoni stürzt nun endgültig ins finanzielle Elend. Einzig Juliette könnte ihm jetzt noch Bares verschaffen, und so verkauft Leoni sie kurzerhand erneut an den lüsternen Marquis. Juliette ist eher bereit, sich das Leben zu nehmen, als erneut zu dem ihr verhassten Marquis zurückzukehren. Sie hat großes Glück, als sie dem jungen Mario begegnet, der sie aus dieser elendigen Situation befreit. Beide entfliehen in eine Bäderstadt. Dort sieht Juliette eines Tages Baron Leoni wieder. Mario ist schlagartig vergessen, und Juliette eilt in Leonis Arme zurück. Als die australische Tänzerin Carmen, eine frühere Geliebte des Barons, die beiden eng umschlugen sieht, geht mit ihr die Leidenschaft durch, und sie sticht Leon Leoni nieder. In tiefer Trauer stürzt sich Juliette auf den Leichnam des Tunichtguts.

## Produktionsnotizen
Leon Leoni entstand 1917 in Budapest, besaß eine Länge von vier Akten und wurde mutmaßlich noch im selben Jahr uraufgeführt. Noch zu k.u.k.-Zeiten lief der Film auch in einer deutschsprachigen Fassung in Wien an.
Bela Lugosi nannte sich damals noch Arisztid Olt. Die Bauten stammen von Stefan Lhotka, der damals in seiner Heimat noch als Lhotka Szirontai geführt wurde.